# Монтемитро
Монтемѝтро (на италиански: Montemitro, на молишки хърватски Mundimitar, Мундимитар) е село и община в Централна Италия, провинция Кампобасо, регион Молизе. Разположено е на 508 m надморска височина. Населението на общината е 460 души (към 2010 г.).
В това село живее хърватско общество. Те са се заселили в този район при XV век като бежанци от османското владичество. Те говорят на особен диалект на хърватския език, молишкия хърватски.